# Mantissa
Mantissa (engl. Mantissa) ist ein Roman von John Fowles aus dem Jahr 1982; die deutschsprachige Ausgabe erschien 1984.

## Handlung
Der eigentliche Roman besteht zum Großteil aus einem Dialog des Schriftstellers Myles Green mit der Muse Erato. Dieses Gespräch findet in einem isolierten Krankenhauszimmer statt, das entweder eine Metapher des kreativen Gehirns ist oder aber doch in der Realität (natürlich in der künstlichen Realität des Romans) präsent ist.
Parallel entwickelt sich auch das Sujet einer äußerst erotischen Lektüre, die Green verfassen möchte. Er persönlich spielt in seinem noch nicht geschriebenen Buch die männliche Hauptfigur und lässt Erato die Rollen der Frauen übernehmen, auch wenn sie zwei weibliche Personen auf einmal darstellen soll.
Die Idee von Green sieht so aus: Die Amnesie eines Patienten soll mit den neuesten Behandlungsmethoden behandelt werden. Die Letzteren sind in Wirklichkeit nichts anderes als sexuelle Stimulationen, die laut Neurologin Dr. Delphi für die Genesung sehr wichtig seien. Diese äußerst ungewöhnliche Behandlung ist im ersten Kapitel des Romans sehr weit fortgeschritten, dann widersetzt sich aber Erato dem Willen des Autors. An der Stelle, die ihr nicht mehr gefällt, unterbricht sie die Handlung, um mit Green über die weitere Entwicklung seines Werkes sprechen zu können.
Somit wird der Leser gleich mit zwei parallel laufenden Handlungen konfrontiert, die über die Struktur und den Stil des Romans bestimmen.

## Der Ort des Geschehens
Es ist unklar, ob das Gespräch im Krankenhauszimmer, im Kopf vom Green oder in der künstlichen Realität des Romans stattfindet.
Die Beantwortung dieser Frage wird dem Leser überlassen, beziehungsweise werden uns immer wieder widersprüchlichen Hinweise gegeben, indem die Handlung, die zu fast schon zu einer Antwort geführt hat, plötzlich ihren Lauf ändert und alles, was vor dieser Änderung als sicher galt, plötzlich als unwesentlich, oberflächlich oder sogar dumm erscheint.

## Die Erzählerperspektive
Durch die sich kreuzenden Handlungsebenen entsteht bei der Interpretation die Frage, wer im Text die Erzählerrolle übernimmt. Neben Fowles selbst wird diese Aufgabe von Green erfüllt, wie bei einem klassischen Er-Narrativ. Der Schriftsteller entwickelt seinen Konzept und der Leser kann dem Prozess „live“ zuschauen.
Doch die Erato wird bald zu einer Mitgestalterin. Sie fängt immer wieder an, sich als Co-Schriftstellerin (wenigstens)  zu positionieren und erzählt sogar ihre eigenen Fabeln. Somit stellt sich im Roman die Frage, ob Schriftsteller wirklich die treibenden Figuren der Literatur sind oder doch nur eine technische Rolle haben, ob sie nachhaltig die Kontrolle über ihre Romane, deren Bedeutung und Interpretation behalten. Wer der eigentliche Erzähler ist, bleibt also ein Streitpunkt.